# Finn Hågen Krogh
Finn Hågen Krogh (Alta, 6 de septiembre de 1990) es un deportista noruego que compitió en esquí de fondo. Ganó tres medallas en el Campeonato Mundial de Esquí Nórdico, en los años 2015 y 2017.

## Palmarés internacional
| Campeonato Mundial | Campeonato Mundial | Campeonato Mundial | Campeonato Mundial   |
| Año                | Lugar              | Medalla            | Prueba               |
| ------------------ | ------------------ | ------------------ | -------------------- |
| 2015               | Falun (Suecia)     | Medalla de oro     | Velocidad por equipo |
| 2017               | Lahti (Finlandia)  | Medalla de oro     | Relevo 4 × 10 km     |
| 2017               | Lahti (Finlandia)  | Medalla de bronce  | 30 km                |